# Haefeli-Gletscher
Der Haefeli-Gletscher ist ein 10 km langer und 3 km breiter Gletscher an der Loubet-Küste des Grahamlands auf der Antarktischen Halbinsel. Er fließt in südsüdwestlicher Richtung zum Lallemand-Fjord, in den er gemeinsam mit dem Finsterwalder-s, dem Sharp- und dem Klebelsberg-Gletscher einmündet.
Erstmals vermessen wurde er zwischen 1946 und 1947 durch den Falkland Islands Dependencies Survey. Benannt ist er nach dem Schweizer Glaziologen Robert Haefeli (1898–1978).